# Championnats d'Amérique du Nord, d'Amérique centrale et des Caraïbes d'athlétisme espoirs 2016
Navigation
Édition précédente Édition suivante
Les 9es Championnats d'Amérique du Nord, d'Amérique centrale et des Caraïbes d'athlétisme espoirs ont eu lieu du 15 au 17 juillet 2016 à San Salvador, au Salvador. La compétition regroupe les nations membres de l'Association d'athlétisme d'Amérique du Nord, d'Amérique centrale et des Caraïbes (NACAC) et y participent les athlètes âgés de moins de 23 ans.

## Résultats

### Hommes
| Épreuve                            | Or                                                                  | Or         | Argent                                                    | Argent     | Bronze                                                             | Bronze     |
| ---------------------------------- | ------------------------------------------------------------------- | ---------- | --------------------------------------------------------- | ---------- | ------------------------------------------------------------------ | ---------- |
| 100 mètres (vent : -0.9 m/s)       | Kendal Williams (USA)                                               | 10.23      | Stanly del Carmen (DOM)                                   | 10.37      | Levi Cadogan (BAR)                                                 | 10.37      |
| 200 mètres (vent : +0.8 m/s)       | Reynier Mena (CUB)                                                  | 20.41      | Stanly del Carmen (DOM)                                   | 20.51      | Ian Kerr (BAH)                                                     | 20.83      |
| 400 mètres                         | Nathon Allen (JAM)                                                  | 45.39      | Michael Cherry (USA)                                      | 45.50      | Warren Hazel (SKN)                                                 | 45.81 NR   |
| 800 mètres                         | Isaiah Harris (USA)                                                 | 1:47.52    | Chris Sanders (USA)                                       | 1:47.77    | Corey Bellemore (CAN)                                              | 1:47.88    |
| 1 500 mètres                       | Henry Wynne (USA)                                                   | 3:51.81    | Mike Tate (CAN)                                           | 3:51.91    | Thomas Awad (USA)                                                  | 3:54.51    |
| 5 000 mètres                       | Patrick Corona (USA)                                                | 15:18.26   | Sydney Gidabuday (USA)                                    | 15:21.16   | Alberto Gonzalez (GUA)                                             | 15:31.17   |
| 10 000 mètres                      | Erik Peterson (USA)                                                 | 30:28.74   | Ian La Mere (USA)                                         | 30:33.68   | Alberto Gonzalez (GUA)                                             | 31:41.60   |
| 110 mètres haies (vent : -0.3 m/s) | William Barnes (PUR)                                                | 13.53      | Freddie Crittenden (USA)                                  | 13.53      | Aaron Malett (USA)                                                 | 13.67      |
| 400 mètres haies                   | Khallifah Rosser (USA)                                              | 49.25      | José Gaspar (CUB)                                         | 49.92      | Juander Santos (DOM)                                               | 50.02      |
| 3 000 mètres steeple               | Antoine Thibeault (CAN)                                             | 8:55.96    | Michael Erb (USA)                                         | 9:12.25    | Brandon Allen (CAN)                                                | 9:18.81    |
| 4 × 100 mètres                     | USA Devin Jenkins Christian Coleman Kendal Williams Fredrick Kerley | 38.63      | JAM Ajamu Graham Nathon Allen Rohan Cole Renard Howell    | 39.25      | BAH Anthony Adderley Tadashi Pinder Stephen Newbold Ian Kerr       | 39.85      |
| 4 × 400 mètres                     | USA Dontavius Wright Robert Grant Khallifah Rosser Michael Cherry   | 3:00.89    | JAM Twain Crooks Martin Manley Keeno Burrell Nathon Allen | 3:04.11    | BAH Maverick Bowleg Ashley Riley Janeko Cartwright Stephen Newbold | 3:04.74    |
| 20 000 mètres marche               | José Alejandro Barrondo (GUA)                                       | 1:34:32.01 | Anthony Peters (USA)                                      | 1:35:04.77 | Gerson Navas (ESA)                                                 | 1:35:24.48 |
| Saut en hauteur                    | Avion Jones (USA)                                                   | 2,22       | Hiawatha Carter (USA)                                     | 2,19       | Alhaji Manasray (CAN)                                              | 2,13       |
| Saut à la perche                   | Devin King (USA)                                                    | 5,10       | Jorge Luna (MEX)                                          | 5,10       | Abbey Alcon (DOM)                                                  | 4,90       |
| Saut en longueur                   | Ifeanyichukwu Otuonye (TCA)                                         | 7,88 +0.6  | Jonathan Addison (USA)                                    | 7,80 +1.7  | KeAndre Bates (USA)                                                | 7,77 +1.1  |
| Triple saut                        | Eric Sloan (USA)                                                    | 16,15 +0.0 | Lathone Collie (BAH)                                      | 15,80 -0.3 | Jeremiah Green (USA)                                               | 15,04 -1.1 |
| Lancer du poids                    | Braheme Days, Jr. (USA)                                             | 19,36      | Josh Freeman (USA)                                        | 19,27      | Eldred Henry (IVB)                                                 | 19,11      |
| Lancer du disque                   | Brian Williams (USA)                                                | 58,00      | Sam Mattis (USA)                                          | 57,40      | Eldred Henry (IVB)                                                 | 56,45      |
| Lancer du marteau                  | Diego del Real (MEX)                                                | 74,55 CR   | Rudy Winkler (USA)                                        | 73,00      | Alexander Young (USA)                                              | 67,43      |
| Lancer du javelot                  | Curtis Thompson (USA)                                               | 79,28      | David Carreon (MEX)                                       | 76,25      | Janiel Craigg (BAR)                                                | 75,62 NR   |
| Décathlon                          | Rostam Turner (CAN)                                                 | 7701pts    | Cody Walton (USA)                                         | 7409pts    | Zachary Bornstein (CAN)                                            | 7169pts    |

### Femmes
| Épreuve                            | Or                                                           | Or                  | Argent                                                              | Argent              | Bronze                                                            | Bronze     |
| ---------------------------------- | ------------------------------------------------------------ | ------------------- | ------------------------------------------------------------------- | ------------------- | ----------------------------------------------------------------- | ---------- |
| 100 mètres (vent : -2.0 m/s)       | Sashalee Forbes (JAM)                                        | 11.51               | Shayla Sanders (USA)                                                | 11.52               | Carmiesha Cox (BAH)                                               | 11.76      |
| 200 mètres (vent : +2.6 m/s)       | Kali Davis-White (JAM)                                       | 22.66w              | Arialis Gandulla (CUB)                                              | 23.36w              | Robin Reynolds (USA)                                              | 23.40w     |
| 400 mètres                         | Chrisann Gordon (JAM)                                        | 51.02 CR            | Jaide Stepter (USA)                                                 | 52.51               | Sonikqua Walker (JAM)                                             | 52.69      |
| 800 mètres                         | Lisneydis Veitia (CUB)                                       | 2:02.02 CR          | Jenna Westaway (CAN)                                                | 2:03.90             | Sahily Diago (CUB)                                                | 2:04.20    |
| 1 500 mètres                       | Jenna Westaway (CAN)                                         | 4:16.03             | Mary Cain (USA)                                                     | 4:16.86             | Regan Yee (CAN)                                                   | 4:19.16    |
| 5 000 mètres                       | Lauren La Rocco (USA)                                        | 16:57.27            | Angelin Figueroa (PUR)                                              | 18:36.88            | Wendy Ascencio (ESA)                                              | 19:15.88   |
| 10 000 mètres                      | Chelsea Blaase (USA)                                         | 35:30.87 CR         | Olivia Pratt (USA)                                                  | 36:17.28            | Wendy Ascencio (ESA)                                              | 40:17.85   |
| 100 mètres haies (vent : -1.5 m/s) | Jasmine Quinn (PUR)                                          | 12.78 CR            | Pedrya Seymour (BAH)                                                | 12.83 NR            | Alexis Perry (USA)                                                | 13.12      |
| 400 mètres haies                   | Kiah Seymour (USA)                                           | 56.19               | Autumne Franklin (USA)                                              | 56.36               | Tia-Adana Belle (BAR)                                             | 57.16      |
| 3 000 mètres steeple               | Regan Yee (CAN)                                              | 10:38.79            | Paige Kouba (USA)                                                   | 10:38.84            | Irma Aldana (ESA)                                                 | 12:05.43   |
| 4 × 100 mètres                     | USA Robin Reynolds Shayla Sanders Deanna Hill Shayla Sanders | 42.93               | JAM Chanice Bonner Kali Davis-White Sashalee Forbes Sonikqua Walker | 43.63               | BAH Pedrya Seymour Tayla Carter Danielle Gibson Carmiesha Cox     | 45.17      |
| 4 × 400 mètres                     | USA Carly Muscaro Jaide Stepter Kiah Seymour Shakima Wimbley | 3:28.45             | JAM Sonikqua Walker Dawnlee Lonely Samantha James Chrisann Gordon   | 3:32.06             | CAN Taysia Radoslav Jenna Westaway Medeleine Price Maïté Bouchard | 3:44.45    |
| 10 000 mètres marche               | Yesenia Miranda (ESA)                                        | 49:24.70 CR         | Molly Josephs (USA)                                                 | 53:34.86            | Karin Vicente (GUA)                                               | 55:09.10   |
| Saut en hauteur                    | Akela Jones (BAR)                                            | 1,91 CR             | Loretta Blaut (USA)                                                 | 1,81                | Georgia Ellenwood (CAN)                                           | 1,78       |
| Saut à la perche                   | Megan Clark (USA)                                            | 4,40 =CR            | Yaritza Diaz (PUR)                                                  | 3,70                |                                                                   |            |
| Saut en longueur                   | Quanesha Burks (USA)                                         | 6,74 -1.0 (6.69) CR | Akela Jones (BAR)                                                   | 6,74 -1.6 (6.56) CR | Alexis Perry (USA)                                                | 6,66 -1.0  |
| Triple saut                        | Dannielle Gibson (BAH)                                       | 13,54 +1.0          | Simone Charley (USA)                                                | 13,50 +0.0          | Danielle McQueen (USA)                                            | 12,98 +1.4 |
| Lancer du poids                    | Raven Saunders (USA)                                         | 18,49 CR            | Sahily Viart (CUB)                                                  | 17,42               | Erin Farmer (USA)                                                 | 16,43      |
| Lancer du disque                   | Shelbi Vaughan (USA)                                         | 57,20 CR            | Tera Novy (USA)                                                     | 55,70               | Agnes Esser (CAN)                                                 | 51,50      |
| Lancer du marteau                  | Becky Famurewa (USA)                                         | 61,03               | Monique Griffiths (USA)                                             | 60,21               | Agnes Esser (CAN)                                                 | 58,44      |
| Lancer du javelot                  | Yulenmis Aguilar (CUB)                                       | 57,09 CR            | Sarah Firestone (USA)                                               | 53,96               | Jessie Merckle (USA)                                              | 53,28      |
| Heptathlon                         | Taliyah Brooks (USA)                                         | 5609 pts            | Clairwin Dameus (USA)                                               | 5087 pts            | Lyxandra Geerman (ARU)                                            | 3998 pts   |